# Kitaró
Kitaro (喜多郎; eredeti nevén 高橋正則, Takahasi Maszanori) (Tojohasi, 1953. február 4. –) Golden Globe- és Grammy-díjas japán zeneszerző.

## Korai évei
Középiskolai évei alatt barátaival megalapította az „Albatross” nevű zenekart, amivel különféle rendezvényeken és klubokban léptek fel. Először gitáron játszott, majd billentyűs lett, de ez idő alatt ismerkedett meg a dobbal és a basszusgitárral is. Az érettségi után Tokióba költözött.
Az 1970-es évek elején csatlakozott a Far East Family Band nevű zenekarhoz, mellyel külföldi turnékra indult. Európai útjuk során ismerkedett meg Klaus Schulzével, aki azelőtt a Tangerine Dreamben dobolt, de eddigre elismert szintetizátor-játékossá vált. Schulze volt a producere az együttes két albumának is és adott néhány hasznos tanácsot Kitarónak, hogyan használja a szintetizátort.
1976-ban kivált az együttesből és felkeresett több ázsiai országot (Kínát, Laoszt, Thaiföldet és Indiát).

## Szólókarrierje
Kitaro 1977-ben tért vissza Japánba. Első két albuma, a Ten Kai és a From the Full Moon Story a new age mozgalom kultuszdarabjaivá váltak. Első fellépése Sindzsukuban volt, Tokióban. Szintetizátorán 40 különböző hangszert szólaltatott meg. A világsikert számára azonban az 1985-ös, A Selyemút című NHK-sorozat hozta meg, melynek zenéjét ő szerezte.
1986-ban szerződést kötött a Geffen Records-szal, melynek köszönhetően lemezei a világ minden pontján megjelenhettek. Több zenésszel is dolgozott együtt, így Micky Harttal (Grateful Dead) és Jon Andersonnal (Yes). Kétszer jelölték Grammy-díjra, melyet 1994-ben meg is nyert az Ég és föld című filmhez írt zenéjével. 2001-ben szintén Grammy-díjat nyert a Thinking of You című albumával.

## Diszkográfiája
| Stúdióalbumok és EP-k - 1978 – Ten Kai/Astral Voyage/Astral Trip - 1979 – Dai Chi/From the Full Moon Story - 1979 – Oasis - 1980 – Silk Road I - 1980 – Silk Road II - 1980 – In Person Digital - 1980 – Silk Road Suite - 1981 – Tonko/Tun Huang/Silk Road III - 1981 – The World of Kitaro - 1981 – Ki - 1982 – Queen Millennia - 1983 – Ten-Jiku/India/Silk Road IV - 1985 – Hi Un/Flying Cloud/Silver Cloud - 1986 – Sei Ho/The West/Towards the West - 1986 – Tenku - 1987 – The Light of the Spirit - 1990 – Kojiki - 1992 – Dream - 1992 – Lady of Dreams - 1993 – Heaven & Earth - 1994 – Mandala - 1994 – Tokusen II - 1996 – Peace On Earth - 1997 – Cirque Ingenieux - 1997 – The Soong Sisters - 1998 – Gaia . Onbashira - 1999 – Thinking of you - 1999 – Shikoku Eighty-Eight Temples - 2000 – Ancient - 2001 – An Ancient Journey - 2002 – Mizu ni Inori te - 2003 – Sacred Journey of Ku-Kai - 2003 – Ninja Scroll - 2005 – Sacred Journey of Ku-Kai Volume 2 - 2006 – Spiritual Garden | Kislemezek Válogatások - 1981 – Best of Kitaro - 1988 – Ten Years - 1998 – Healing Forest - 1999 – Noah’s ark - 1999 – Best of Kitaro Volume 2 - 2002 – Ashu Chakan/Asian Café/Asian Teahouse - 2003 – Best of Silk Road Koncertalbumok - 1982 – Live in Budokan - 1984 – Asia/Asia Tour Super Live/Live in Asia - 1991 – Live in America - 1995 – An Enchanted Evening - 2002 – Live in Yakushiji Videók |

## Külső hivatkozások
- domomusicgroup.com honlap Archiválva 2009. július 24-i dátummal a Wayback Machine-ben